# Al-Mansurah, Tỉnh Raqqa
Al-Mansura (tiếng Ả Rập: المنصورة) là một thị trấn của Syria nằm ở huyện Al-Thawrah, Raqqa. Theo Cục Thống kê Trung ương Syria (CBS), Al-Mansura có dân số 16.158 người trong cuộc điều tra dân số năm 2004.